# Leptochloa southwoodii
Leptochloa southwoodii är en gräsart som beskrevs av Neil Snow och Bryan Kenneth Simon. Leptochloa southwoodii ingår i släktet spretgräs, och familjen gräs. Inga underarter finns listade i Catalogue of Life.